# William Gott

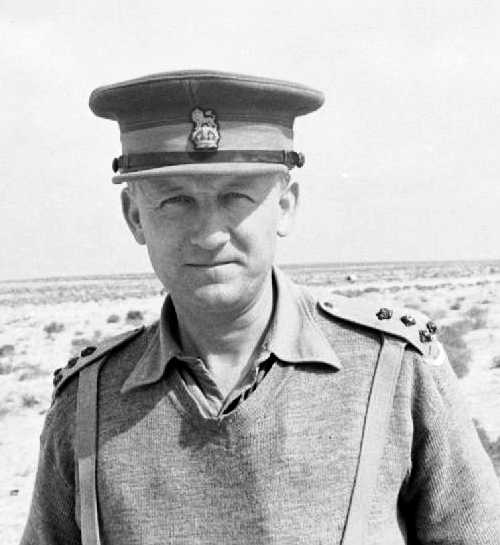
Generalleutnant Gott

William Henry Ewart Gott CB, CBE, DSO mit Spange, MC (* 13. August 1897 in Harrow, London; † 7. August 1942 nahe Kairo) war ein britischer Generalleutnant. Im Zweiten Weltkrieg war er zuletzt Kommandeur der britischen 8. Armee.

## Laufbahn
Gott besuchte die Harrow School, erhielt 1915 ein Offizierspatent des King’s Royal Rifle Corps und diente im Ersten Weltkrieg mit Auszeichnung bei der British Expeditionary Force in Frankreich an der Westfront. Dort erhielt er seinen Spitznamen "Strafer" in Anspielung auf den deutschen Ausspruch "Gott strafe England".
Nach dem Krieg blieb er als Berufsoffizier bei der Armee, absolvierte das Staff College und war bei Ausbruch des Zweiten Weltkriegs als Oberstleutnant Chef des 1. Bataillons seines alten Regiments, mit dem er 1939 nach Ägypten verlegt wurde. Im Zuge stetiger Beförderungen war er zunächst Generalstabsoffizier, dann Kommandeur der 7th Support Group und schließlich Kommandeur der 7. Panzerdivision (bekannt als Desert Rats). Nach der Beförderung zum Generalleutnant übernahm er Anfang 1942 das britische XIII. Korps und führte dieses unter anderem in den Kämpfen von Gazala und der Ersten Schlacht von El Alamein.
Als Winston Churchill im August 1942 Claude Auchinleck als Oberbefehlshaber im Nahen Osten und der britischen 8. Armee ablösen ließ, fiel die Wahl für den neuen Befehlshaber der 8. Armee auf Gott. Bevor dieser sein neues Kommando jedoch antreten konnte, fiel er beim Abschuss seiner Bristol Bombay-Transportmaschine. Neuer Befehlshaber der 8. Armee wurde stattdessen Bernard Montgomery.
Gott ist auf dem El Alamein War Cemetery beigesetzt.